# مركبة ثنائية الوقود

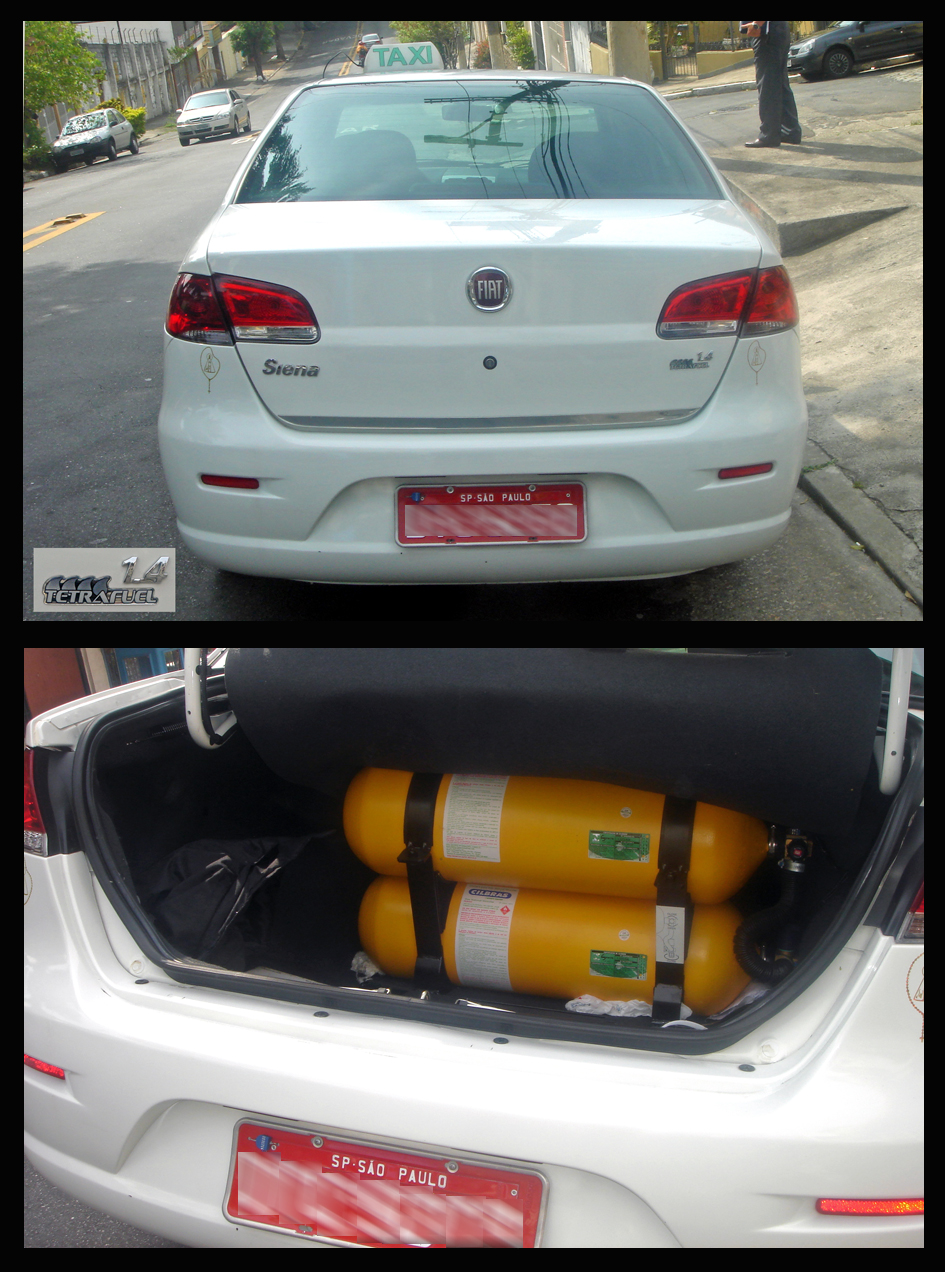

مركبة ثنائية الوقود هي مركبات ذات محركات قادرة على العمل بوقودين مختلفين مثلا الديزل والغاز. يُخزن الوقودان في خزانين منفصلين ويعمل المحرك على وقود واحد في وقت واحد، وأحيانا يستخدم الوقودان معا بانسجام. تملك هذه المركبات القدرة على التحويل من وقود إلى آخر بطريقة يدوية أو آلية.